# Ngân Quỳnh
Ngân Quỳnh (sinh năm 1966) là một nữ nghệ sĩ cải lương, diễn viên điện ảnh và truyền hình nổi tiếng người Việt Nam.

## Cuộc đời
Ngân Quỳnh tên thật là Hồ Hồng Hạnh, sinh năm 1966 trong một gia đình có truyền thống nghệ thuật tại Sài Gòn, là con gái của hai nghệ sĩ cải lương Hoài Châu và Kim Hoa. Bà ngoại chị là diễn viên Tư Hélène. Chị còn có 3 người chị em là Thanh Hằng, Thanh Ngọc và Nghệ sĩ nhân dân Thanh Ngân.
Năm 18 tuổi, chị trở thành diễn viên chính thức của đoàn cải lương Tiền Giang với nghệ danh Kim Hồng Hạnh. Lúc bấy giờ, cặp nghệ sĩ Kim Hồng Hạnh – Vương Cảnh rất được khán giả chào đón. Năm 1997, chị nhận giải Ba của Tiếng hát phát thanh truyền hình toàn quốc tại Hà Nội.
Từ thập niên 90, chị dần chuyển sang nghề diễn viên khi liên tục tham gia các bộ phim truyền hình, điện ảnh.

## Các phim tham gia

### Phim truyền hình
| Năm  | Tựa Phim                               | Vai diễn                        | Nguồn       |
| ---- | -------------------------------------- | ------------------------------- | ----------- |
| 2002 | Mùa sen                                | Nữ ca sĩ quán bar               |             |
| 2008 | Đam mê                                 | Máy bay bà già lái phi công trẻ | [ 2 ]       |
| 2008 | Bỗng dưng muốn khóc                    | Bác sĩ Ngân                     | [ 2 ]       |
| 2009 | Vua sân cỏ 2                           | Bà Liên                         |             |
| 2009 | Gia đình phép thuật                    | Bà Sáu                          |             |
| 2009 | Taxi                                   | Bồ Sĩ                           |             |
| 2010 | Lối sống sai lầm                       | Mẹ My                           |             |
| 2010 | Thẩm mỹ viện                           | Bà Hương                        |             |
| 2010 | 30 ngày làm cha                        | Mẹ Tuệ Mẫn                      |             |
| 2010 | Mệnh lệnh Hoa hồng                     | Cô Hiệu phó                     |             |
| 2010 | Tình yêu tìm lại                       | Bà Châu                         |             |
| 2010 | Tóc rối                                | Bà Ngự                          |             |
| 2011 | Sai lầm                                | Bà Hoàng                        |             |
| 2011 | Dòng đời nghiệt ngã                    | Mẹ Chi                          |             |
| 2011 | Dương cầm                              | Bà Phước Hải                    |             |
| 2011 | Cơm tấm tình yêu                       | Bà Hồng                         |             |
| 2011 | Khi tình yêu lên tiếng                 | Bà Thiên Ý                      |             |
| 2011 | Hoa hồng không dành cho em             | Bà Huệ                          |             |
| 2011 | Xóm gà                                 | Bà Thuý                         |             |
| 2011 | Anh và em                              | Mẹ Thủy Na                      |             |
| 2011 | Bạn đời                                | Mẹ Đức Huy                      |             |
| 2012 | Bến tình yêu                           | Bà Năm                          |             |
| 2012 | Bao la tình mẹ                         | Bà Hà Xuân                      |             |
| 2012 | Hạnh phúc mong chờ                     | Thanh Phương                    |             |
| 2012 | Nơi tình yêu ở lại                     | Bà Hạnh                         |             |
| 2012 | Xương rồng trên cát                    | Bà Bích                         |             |
| 2012 | Ngôi sao thứ 31                        | Mẹ Jolie An                     |             |
| 2012 | Vườn Yêu                               | Bà Lý                           |             |
| 2012 | Lời nguyền sapphire                    | Bà Mai Liên                     |             |
| 2012 | Chuyện Quý Bà                          | Bà Tuyết                        |             |
| 2012 | Khoảnh khắc tình cờ                    | Bà Khải                         |             |
| 2013 | Bờ bến lạ                              | Cô Tám                          |             |
| 2013 | Nữ hoàng cà phê                        | Bà Nhung                        |             |
| 2013 | Nỗi đau của hạnh phúc                  | Bà Phụng Nguyệt                 |             |
| 2013 | Bông hồng cho tướng cướp               | Bà Dung                         |             |
| 2013 | Túm cổ đại gia                         | Bà Trâm                         |             |
| 2013 | 17 tuổi rưỡi                           | Bà Tô Vân                       |             |
| 2013 | Lệch pha                               | Mẹ Ngoan                        |             |
| 2013 | Mưa đầu mùa                            | Bà Tâm Đan                      |             |
| 2013 | Ánh ban mai                            | Bà Công                         |             |
| 2013 | Chạy trốn tình yêu                     | Bà Hồng                         |             |
| 2013 | Con trai con gái                       | Mẹ Nguyên Khánh                 |             |
| 2013 | Gió về cù lao                          | Bà Mỹ                           |             |
| 2013 | Hai người cha                          | Mẹ Diễm                         |             |
| 2013 | Thạch lan                              | Bà Ngoan                        |             |
| 2014 | Lửa trên băng                          | Bà Thơ                          |             |
| 2014 | Yêu không dễ                           |                                 |             |
| 2014 | Kẻ bội tình                            | Mẹ Thành                        |             |
| 2014 | Hợp đồng scandal                       | Bà Thắm                         |             |
| 2014 | Cha và con gái                         | Bà Ngọc                         |             |
| 2014 | Đảo xanh                               | Bà Loan                         |             |
| 2014 | Câu chuyện tình đời                    | Vợ ông Năm                      |             |
| 2014 | Cha rơi                                | Bà Xuân                         |             |
| 2014 | Hàng xóm                               | Bà Vân                          |             |
| 2014 | Đường chân trời                        | Bà Nhung                        |             |
| 2014 | Sau ánh hoàng hôn                      | Bà Trang                        |             |
| 2014 | Đam mê nghiệt ngã                      | Bà Quý                          |             |
| 2014 | Hạnh phúc của người khác               | Bà Hằng                         |             |
| 2014 | Gỡ rối tơ lòng                         | Bà Hiền                         |             |
| 2015 | Lấy chồng Hàn                          | Mẹ Bông Huệ                     |             |
| 2015 | Tiếng cú đêm                           | Sáu Phụng                       |             |
| 2015 | Hương Quê                              | Bà Tuyết                        |             |
| 2015 | Tấm lòng của biển                      | Bà Hoàng Diệu                   |             |
| 2015 | Giông tố cuộc đời                      | Bà Năm                          |             |
| 2015 | Tỷ phú tưng                            | Bà Liên                         |             |
| 2015 | Giọt lệ bên sông                       | Bà Xiêm                         |             |
| 2015 | Một thời lãng quên                     | Bà Xuân                         |             |
| 2015 | Sức nặng tình thâm                     | Bà Chinh                        |             |
| 2015 | Ác thú vô hình                         |                                 |             |
| 2015 | Góc khuất số phận                      | Bà Hoa                          |             |
| 2015 | Bản sao nguy hiểm                      | Bà Tuệ San                      |             |
| 2015 | Tình như vô hình                       | Bà Dung                         |             |
| 2015 | Khúc hát mặt trời                      | Bà Hòa                          |             |
| 2015 | Báu vật                                | Chủ Quán                        |             |
| 2016 | Hot girl làm vợ                        | Bà Bích                         |             |
| 2016 | Chị em nhà Đông Các                    | Bà Đông Các                     |             |
| 2016 | Những đóa quân tử lan                  | Bà Diệp                         |             |
| 2016 | Vợ ơi bồ nhé                           | Bà Lý                           |             |
| 2016 | Thiếu gia nhà nghèo                    | Bà Thủy                         |             |
| 2016 | Chạm vào danh vọng                     | Bà Yến                          |             |
| 2016 | Mùi đời                                | Bà Hai Tạo                      |             |
| 2016 | Khi đàn ông là số 0                    | Bà Thanh                        |             |
| 2016 | Nó là con tôi                          | Bà Hạnh                         |             |
| 2016 | Mãi mãi là bao lâu                     | Bà Hoa                          |             |
| 2016 | Song sinh bí ẩn                        | Bà Xuân                         |             |
| 2016 | Sông phố nhà ghe                       | Bà Hai Quỳnh                    |             |
| 2016 | Sếp ơi anh yêu em                      | Bà Hiền                         |             |
| 2016 | Bản năng nguy hiểm                     | Bà Ngọc Cầm                     |             |
| 2017 | Con hơn cha                            | Bà Ba                           |             |
| 2017 | Nhà có hai cửa chính                   | Bà Đôn                          |             |
| 2017 | Oan gia bùm chéo                       | Bà Hoa                          |             |
| 2017 | Biển đời giông tố                      | Bà Thoa                         |             |
| 2017 | Hồ sơ lửa phần 1: Mật danh Đ9          | Bà Diệu Linh                    |             |
| 2017 | Chung cư cảnh sát                      | Bà Tiết                         |             |
| 2017 | Chỉ là ảo ảnh                          | Bà Tuyết                        |             |
| 2017 | Đuổi theo bóng mình                    | Bà Nga                          |             |
| 2017 | Vợ chồng đậu thời @                    | Bà Mè                           |             |
| 2017 | Cuộc chiến vô nghĩa                    | Bà Mỹ                           |             |
| 2017 | Con gái chị Hằng                       | Bà Mỹ Hằng                      |             |
| 2018 | Tơ duyên                               | Bà Hai                          |             |
| 2018 | Không như ngày hôm qua                 | Bà Huỳnh Lê                     |             |
| 2018 | Sóng xô lẽ phải                        | Bà Thà                          |             |
| 2018 | Mật mã hoa hồng vàng                   | Bà An Tâm                       |             |
| 2018 | Biệt đội tất tần tật                   | Bà Hạnh                         |             |
| 2018 | Lạc lối                                | Bà Lợi                          |             |
| 2018 | Đảo ngọc tình yêu                      | Bà Ngọc                         |             |
| 2018 | Ngày ấy mình đã yêu                    | Bà Yến                          |             |
| 2018 | Hôn lễ mùa thu                         | Bà Mai Anh                      |             |
| 2018 | Cô Thắm về làng 3                      | Bà Chủ Quán                     |             |
| 2018 | Trả em kiếp này                        | Bà Đạm                          |             |
| 2018 | Kẻ ngược dòng                          | Bà Hằng                         |             |
| 2018 | Cung đường tội lỗi                     | Bà Hiệp                         |             |
| 2018 | Bố là tất cả                           | Bà Kim Anh                      |             |
| 2018 | Ngậm ngùi                              | Bà Xuân                         |             |
| 2018 | Gạo nếp gạo tẻ                         | Bà Bích                         |             |
| 2019 | Em chưa muốn lấy chồng                 | Bà Ba                           |             |
| 2019 | Ngũ hợi tấn hỷ                         | Dì Phi Điệp                     |             |
| 2019 | Những đứa con từ trên trời rơi xuống 2 | Bà Vy                           |             |
| 2019 | Tình mẫu tử                            | Bà Út Na                        | [ 3 ]       |
| 2019 | Một chàng ba nàng                      | Mẹ Tâm Đại                      |             |
| 2019 | Công Ty Osin Quốc Dân                  | Bà Lan                          |             |
| 2019 | Về nhà đi con                          | Bà Giang                        | [ 4 ] [ 5 ] |
| 2019 | Trà táo đỏ                             | Bà Bích Hiền                    | [ 6 ]       |
| 2019 | Những cư dân hiện đại                  | Bà Cẩm Vân                      |             |
| 2019 | Muôn kiểu làm dâu                      | Bà Sương                        | [ 7 ]       |
| 2019 | Khi thân chủ là người tình             | Bà Thu                          | [ 8 ]       |
| 2019 | Lời nguyền Domino                      | Bà Hồng                         |             |
| 2019 | Người thứ 3                            | Bà Hoài                         |             |
| 2019 | Ráng chiều ấm áp                       | Bà Hương                        |             |
| 2020 | Luật trời                              | Bà Lâm                          | [ 9 ]       |
| 2020 | Đại Kê chạy đi 1 & 2                   | Bà Tám                          |             |
| 2020 | Hải đường trong gió                    | Đại Tỷ                          |             |
| 2020 | Mẹ ghẻ                                 | Bà Xuyến                        |             |
| 2020 | Yêu trong đau thương                   | Cô Hai Tím                      | [ 10 ]      |
| 2020 | Đò xuôi vạn lý                         | Cụ Từ (Ma Nương)                | [ 11 ]      |
| 2020 | Dâu bể đường trần                      | Bà Ánh Xuân                     | [ 12 ]      |
| 2020 | Chiều nghiêng                          | Bà Năm Xôi                      | [ 13 ]      |
| 2021 | Thương con cá rô đồng                  | Bà Nhã                          | [ 14 ]      |
| 2021 | Bánh mì ông Màu 2                      | Bà Lệ                           |             |
| 2021 | Canh bạc tình yêu                      | Bà Nhàn                         | [ 15 ]      |
| 2021 | Ngôi sao về làng                       | Bà Sương                        |             |
| 2021 | Má tôi là đại gia                      | Bà Hoàng                        | [ 16 ]      |
| 2021 | Vũ điệu giữa bầy sói                   | Chị 12                          | [ 17 ]      |
| 2021 | Mẹ trùm                                | Bà Cẩm                          | [ 18 ]      |
| 2021 | Kẻ tàng hình                           | Bà Hương                        |             |
| 2022 | Trà táo đỏ (Phần 2)                    | Bà Bích Hiền                    |             |
| 2022 | Thanh Xuân mãi cháy                    | Bà Quỳnh                        |             |
| 2022 | Giã từ những đêm hoang                 | Bà Ngân                         |             |
| 2022 | Mặt trời khuyết                        | Bà Ngân                         |             |
| 2022 | Rồi 30 năm sau                         | Bà Trúc                         |             |
| 2022 | Hoàng hạc lâu                          | Bà Hội Đồng                     |             |
| 2022 | Mẹ rơm                                 | Bà Lành                         |             |
| 2023 | Ăn tết miệt vườn                       | Bà Tám                          |             |
| 2023 | Màu cát                                | Bà Mai                          |             |
| 2023 | Nghĩa nặng hơn tình                    | Bà Giáo                         |             |
| 2023 | Vạn dặm nhân sinh                      | Bà Gia Mỹ                       |             |
| 2023 | Chị em khác mẹ                         | Bà Lợi                          |             |
| 2023 | Hoa hồng cho sớm mai                   | Bà Nga                          |             |
| 2023 | Vẫn cứ yêu em                          | Bà Quỳnh                        |             |
| 2023 | Biển nhớ thiên di                      | Bà Giàu                         |             |
| 2023 | Chúng ta phải hạnh phúc                | Bà Hạ                           |             |
| 2023 | Dưới bóng bình yên                     | Mẹ Mai Anh                      |             |
| 2024 | Tết sum vầy                            | Cô Liễu                         |             |
| 2024 | Tình trạng đã ly hôn                   | Bà Tú Anh                       |             |
| 2024 | Trăm năm hạnh phúc được không?         | Bà Lợi                          |             |
| 2024 | Tình yêu bất tử                        | Bà Thủy                         |             |
| 2024 | Đừng khóc anh đây rồi                  | Bà Phượng                       |             |
| 2024 | Những ngôi sao lạc                     | Bà Kỳ Lam                       |             |
| 2024 | Màu của tình yêu                       | Bà Tám                          |             |
| 2025 | Trò chơi bóng tối                      | Bà Bình                         |             |

### Phim điện ảnh
| Năm  | Tựa Phim                      | Vai diễn   |
| ---- | ----------------------------- | ---------- |
| 2014 | Cô dâu đại chiến 2            | Bà Hương   |
| 2015 | Em là bà nội của anh          | Bác sĩ     |
| 2017 | Đời cho ta bao lần đôi mươi   | Bà Lan Anh |
| 2017 | Xóm trọ 3D                    | Mẹ Từ      |
| 2021 | Người lắng nghe: Lời thì thầm | Bà Ngân    |
| 2023 | Nhà bà Nữ                     | Mẹ John    |
| 2024 | Án mạng lầu 4                 | Bà Quỳnh   |
| 2025 | Lật mặt 8: Vòng tay nắng      |            |

- Và nhiều bộ phim khác

### Phim chiếu mạng
| Năm  | Tựa Phim         | Vai diễn     |
| ---- | ---------------- | ------------ |
| 2019 | Lan Quế Phường   | Quế MaMa     |
| 2019 | Vệ Thần Tình Yêu | Mẹ Nhi       |
| 2020 | Biệt đội công lý | Mẹ Minh Long |
| 2021 | Bi Long Đại ca   | Chị Đại      |

- Và nhiều bộ phim khác

## Các chương trình tham gia
- Sàn chiến giọng hát (khách mời)
- Ai là bậc thầy chính hiệu (người chơi khách mời của đội Ông Bà Xơ Mít - với Nguyễn Chung) (mùa 1)
- Ai là bậc thầy chính hiệu (đội Chị Ngã Em Nâng - với Trịnh Minh Dũng) (mùa 2)
- Vợ chồng son (khách mời)
- Vang bóng một thời (khách mời)
- Kịch cùng Bolero (diễn viên hỗ trợ)
- Tuyệt đỉnh song ca cặp đôi vàng (thí sinh)
- Tình Bolero hoan ca (thí sinh)
- Gương mặt thân quen (thí sinh)
- Phiên toà tình yêu (khách mời)
- Người chồng trong mơ (khách mời)
- Hát câu chuyện tình (khách mời)
- Ký ức vui vẻ (khách mời)
- Mỹ vị 24 (khách mời)
- Và nhiều chương trình khác

## Giải thưởng
| Năm  | Giải thưởng                                | Hạng mục                    | Tác phẩm | Kết quả   | Nguồn  |
| ---- | ------------------------------------------ | --------------------------- | -------- | --------- | ------ |
| 2023 | Liên hoan truyền hình toàn quốc lần thứ 41 | Nữ diễn viên chính xuất sắc | Mẹ trùm  | Đoạt giải | [ 19 ] |